# كلورس جوبي
كلورس جوبي (الاسم العلمي:Chloris jubaensis) هو نوع من النباتات يتبع جنس الكلورس من الفصيلة النجيلية.